# Kongo-Krise

Machtbereiche während der Kongo-Krise; im Westen Kasavubu, im Osten Gizenga und im Süden Katanga.

Die Kongo-Krise (oftmals auch als Kongowirren bezeichnet) war sowohl eine gewaltsame nationale Krise innerhalb der Demokratischen Republik Kongo als auch eine internationale Krise vor dem Hintergrund des Kalten Krieges, die ungefähr von 1960 bis 1965 dauerte.

## Beginn der Krise/Belgische Invasion
Während der Krise, die sich unmittelbar nach der Erlangung der Unabhängigkeit im Jahre 1960 ereignete, meuterte die Force Publique gegen ihre belgischen Offiziere und gegen die Regierung. Die Streitkräfte fühlten sich nach der Unabhängigkeit benachteiligt, da die kongolesischen Soldaten keinerlei Offiziers-Ämter ausübten und diese Ämter weiter von belgischen Offizieren ausgeübt wurden. Dies führte zu schweren Ausschreitungen im Land, teilweise zum Zusammenbruch der öffentlichen Ordnung sowie zu Übergriffen auf die im Land verbliebenen Belgier.
Zu diesem Zeitpunkt befanden sich rund 10.000 reguläre Soldaten Belgiens in den beiden Militärstützpunkten Kamina und Kitona, die laut einem militärischen Beistandspakt zwischen dem Kongo und Belgien nur unter der Genehmigung des Präsidenten Joseph Kasavubu und des Ministerpräsidenten Patrice Lumumba im Land operieren durften.
Nach den Übergriffen ließ die belgische Regierung ihre Truppen aus den Militärstützpunkten ausrücken, obwohl dies einen klaren Bruch des Abkommens bedeutete. Da aber tatsächlich belgische Staatsbürger in Gefahr waren, akzeptierten Kasavubu und Lumumba diesen Schritt zunächst. Als die belgischen Truppen allerdings auf Anordnung des belgischen Verteidigungsministers Arthur Gilson begannen „die Ordnung“ im Land wiederherzustellen, de facto anfingen die Kontrolle über große Teile des Landes wieder zu übernehmen, eskalierte die Situation. Zum einen kam es zu einer Massenflucht der noch im Land befindlichen Belgier, was anschließend zum Zusammenbruch der Wirtschaft führte, denn zu diesem Zeitpunkt besetzten die belgischen Bürger sämtliche zentralen Posten in Wirtschaft und Verwaltung des Landes. Bis zum Zeitpunkt der Unabhängigkeit hatten lediglich 18 Kongolesen in Belgien einen akademischen Abschluss erreichen dürfen. Zum anderen spaltete sich nun die reiche Bergbauprovinz Katanga unter Moïse Tschombé und dem Schutz belgischer Truppen ab. Dieser Sezessionsbewegung schloss sich wenig später Süd-Kasai an. Die Intervention der Belgier wurde von Premierminister Lumumba als Verletzung der kongolesischen Souveränität abgelehnt und als Invasion eines unabhängigen Landes durch die alte Kolonialmacht gesehen, weshalb dieser die Vereinten Nationen um Hilfe bat.
Die Vereinten Nationen entsandten daraufhin eine vom Juli 1960 bis Juni 1964 dauernde UN-Friedensmission, basierend auf der UN-Resolution 143 vom 14. Juli 1960, die die belgischen Truppen nach und nach im ganzen Land ablösten. Allerdings unternahmen die Blauhelme nichts gegen die Sezessionsbewegung von Tschombé. Auch die westlichen Staaten unterstützten hierbei den Kongo nicht, weswegen sich Lumumba und Kasavubu am 14. Juli 1960 an die Sowjetunion wandten. Der belgische Historiker David Van Reybrouck ist der Ansicht, dass es Lumumba weniger um ideologische Gründe gegangen sei, sich an Chruschtschow zu wenden, sondern er einfach aus pragmatischen Gründen sich an die einzige Macht wandte, die ihm Hilfe versprach, nachdem sein Land zum Spielball alter belgischer imperialistischer Interessen geworden war. Daraufhin wurde die lokale Krise zu einem Schlachtfeld des globalen Kalten Krieges. Da der Kongo ein wichtiger Lieferant von Cobalt und Uran ist, wurde so Lumumba (für ihn selbst wohl unbewusst) zum Feind der Amerikaner. Insbesondere der Abbau von Uran hatte für die USA entscheidende Bedeutung, z. B. stammte das Uran für das Manhattan-Projekt aus der kongolesischen Shinkolobwe-Mine.

## Verfassungskrise
Im September 1960 kam es in der Hauptstadt Léopoldville zur Verfassungskrise, in deren Verlauf sich Präsident Kasavubu und Premier Lumumba gegenseitig für abgesetzt erklärten. Obwohl beide zunächst politische Partner waren, verstrickten sie sich immer mehr in eine persönliche Auseinandersetzung, die von den jeweiligen nationalen wie internationalen Unterstützern angeheizt wurde. Präsident Kasavubu neidete Lumumba die zahlreichen Sondervollmachten des Premierministers und bevorzugte Regierungschefs, die seinem Willen folgten; Lumumba wiederum war enttäuscht, dass er „nur“ Regierungschef geworden war, obwohl er die Wahlen gewonnen hatte und der größten nationalen Partei vorstand.

## Ermordung Lumumbas
Nach Absprache mit den USA putschte schließlich Oberst Mobutu, welcher Lumumba absetzte und Kasavubu die Ernennung eines ihm genehmen Premiers ermöglichte. Es folgte ein CIA-Mordauftrag gegen Lumumba, den der Leiter der Organisation im Kongo, Lawrence R. Devlin, jedoch nicht ausführte. Stattdessen wurde Lumumba nach Katanga verschleppt und im Januar 1961 ermordet. Die Anhänger Lumumbas bildeten eine Gegenregierung in Stanleyville mit Antoine Gizenga an der Spitze, welche den Ostteil des Landes kontrollierte.

## Bürger- und internationaler Stellvertreterkrieg
Im November 1960 war der Kongo zu einem internationalen Schlachtfeld geworden mit 4 verschiedenen Regierungen und 4 verschiedenen Hauptstädten mit jeweils eigener Armee und internationalen Bündnispartnern.
- In Léopoldville genossen Kasavubu und Mobutu die Unterstützung der USA und der CIA.
- In Stanleyville erhielt Gizenga die Hilfe der Sowjetunion und der osteuropäischen Staaten.
- In Élisabethville wurde Tschombé von belgischen Truppen und weißen Söldnern wie Mike Hoare, Bob Denard und Jean Schramme unterstützt. Finanziell wurde seine Regierung durch die Union minière du Haut Katanga getragen. Zusätzlich konnte Tschombé auf die Unterstützung der reaktionär-weißen Regierungen des südlichen Afrikas zählen, etwa des Apartheid-Regimes in Südafrika und der Kolonialverwaltung von Portugiesisch-Angola, sowie des rhodesischen Premierministers Roy Welensky. Von Angola wurden über die Benguelabahn in der Folge die Bodenschätze Katangas ausgeführt.
- In Bakwanga residierte der „Diamantenkaiser“ Albert Kalonji, welcher durch das belgische Diamant-Unternehmen Forminière unterstützt wurde.

## Tod des UNO-Generalsekretärs Dag Hammarskjöld
Im September 1961 kam es aus ungeklärten Gründen zum Absturz eines UN-Flugzeuges nahe dem Flughafen Ndola, im Grenzgebiet zwischen der abtrünnigen Provinz Katanga und Nordrhodesien, dem heutigen Sambia. An Bord waren der damalige UNO-Generalsekretär Dag Hammarskjöld und 15 weitere Personen. Hammarskjöld befand sich auf dem Weg nach Ndola zu einem Friedensverhandlungstreffen mit dem von Belgien und westlichen Geheimdiensten unterstützten kongolesischen Politiker Moïse Tschombé.

## Simba-Aufstand
Nach diesen Ereignissen beendeten die UN-Blauhelme in den beiden Katanga-Feldzügen 1963 die Sezession Tschombés. Mit der Einnahme der Provinz Orientale durch Regierungstruppen wurde die Einheit des kongolesischen Staates wiederhergestellt. 1964 begann im Osten des Landes der von Anhängern Lumumbas getragene Simba-Aufstand, welcher aber rasch durch kongolesische, amerikanische und belgische Truppen sowie weiße Söldner niedergeschlagen wurde. Zu diesem Zweck stationierten die USA Luftstreitkräfte der United States Air Force im Kongo, bestehend aus 13 North-American-T-28-Kampfflugzeugen, fünf Douglas-A-26-Bombern und drei Curtiss-C-46-Transportflugzeugen, während Belgien Fallschirmjäger der Para-Commando-Brigade stellte. Auch das Eingreifen einer kleinen kubanischen Expeditions-Truppe unter Che Guevara auf Seiten der Rebellen konnte das Blatt nicht mehr wenden. Paradoxerweise verbündeten sich während des Simba-Aufstandes nun die einstigen Feinde Kasavubu und Tschombé und konnten so das Land stabilisieren, womit der erneute Bürgerkrieg endete. Belgien, das sich erleichtert über den erneuten Freundschaftsvertrag zeigte, übertrug daraufhin zahlreiche bisher belgische Unternehmen dem kongolesischen Staat. Der Kongo schien aus den Wirren herauszufinden. Daraufhin folgten die zweiten freien Wahlen, in denen das Bündnis von Tschombé 122 der 167 Parlamentssitze erringen konnte. Doch Kasavubu setzte den Wahlsieger Tschombé (wie einst Lumumba) am 13. Oktober 1965 ab und ersetzte ihn durch den gefügigeren Évariste Kimba. Darauf folgte der zweite Putsch Mobutus, welcher zunächst von weiten Teilen der Bevölkerung begrüßt wurde, da viele Menschen eine erneute Kongo-Krise bzw. einen erneuten Bürgerkrieg fürchteten. Im Jahr 1965 endete daher die Kongokrise, gleichwohl noch bis Ende der 1960er Jahre lokale Widerstandsnester von Regierungstruppen zerschlagen wurden.